# José Luis Ruiz Casado
José Luis Ruiz Casado (Barcelona, 1958- Sant Adrià de Besós, 2000) va ser un polític del Partit Popular que va morir en mans de l'organització terrorista ETA.

## Biografia
José Luis Ruiz Casado va ser assassinat per ETA a Sant Adrià de Besós el 21 de setembre de l'any 2000. Treballava en l'empresa privada i al mateix temps era regidor del Partit Popular a Sant Adrià de Besós des de 1995.

### Atemptat
Al març de l'any 2000, els etarres José Ignacio Krutxaga Elezkano i Fernando García Jodrá s'instal·len a Barcelona per a formar el comando Gaztelugatxe que actuaria a la zona. Al juliol s'hi afegiria Lierni Armendáriz González.
El comando va identificar al regidor del Partit Popular a l'Ajuntament de Sant Adrià de Besòs per mitjà de la premsa i posteriorment van localitzar el seu habitatge mitjançant la guia telefònica. Després d'un temps de vigilància van decidir matar-lo a la sortida del seu domicili. L'atemptat va tenir lloc el 21 de setembre de 2000, cap a les 07.40h en el moment que el regidor sortia de casa seva per anar a l'Ajuntament. Seria Fernando García Jodrá, que l'esperava al costat de José Ignacio Krutxaga, qui li dispararia dos trets que van causar la seva mort immediata.
José Ignacio Krutxaga Elezkano, Lierni Armendáriz González de Langarika i Fernando García Jodrá van ser condemnats a 34 anys i mig de presó. No hi ha constància de cap reivindicació concreta d'ETA relacionada amb aquest atemptat.
L'Ajuntament de Sant Adrià de Besòs va posar el nom de Ruiz Casado al camp de futbol municipal i a un torneig d'aquest esport que el regidor havia practicat des de la infantesa.